# Lolita (chanteuse)
Pour les articles homonymes, voir Lolita (homonymie).
 (avril 2016).
Si vous disposez d'ouvrages ou d'articles de référence ou si vous connaissez des sites web de qualité traitant du thème abordé ici, merci de compléter l'article en donnant les références utiles à sa vérifiabilité et en les liant à la section « Notes et références ».
Lolita, de son vrai nom Edith Einzinger, née Zuser (née le 17 janvier 1931 à Sankt Pölten, morte le 30 juin 2010 à Salzbourg) est une chanteuse, actrice et animatrice autrichienne,.

## Biographie
Fille d'un fonctionnaire fédéral, elle fréquente une école de commerce et travaille comme commis dans une filature, avec un diplôme en puéricultrice et d'assistante dentaire. Elle est chanteuse dans des concerts locaux et se fait remarquer en 1956 par Gerhard Wendland. Après des essais dans les studios d'ÖRF à Linz, elle se consacre alors à une carrière de chanteuse.
Avec sa première chanson Weißer Holunder, elle fait en 1957 son apparition au cinéma et entre dans les meilleures ventes en Allemagne avec Der weiße Mond von Maratonga. En 1960, elle obtient un grand succès avec Seemann (deine Heimat ist das Meer) (écrite par Werner Scharfenberger et Fini Busch (de)) qui est cinquième des ventes en Allemagne et second aux États-Unis sous le nom de Sailor. La plupart de ses disques qui parlent du mal du pays sont signées Polydor. Elle continue de faire des films où elle chante ses chansons. Elle a son plus grand succès en 1965 avec le titre Männer, Masten und Matrosen qui devient un classique.
Au milieu des années 1960, elle se tourne vers une musique plus populaire et devient animatrice pour la Saarländischer Rundfunk. Dans les années 1970, elle présente avec Maxl Graf (de) Lustige Musikanten sur la ZDF.
Pendant la durée de sa carrière, Lolita a vendu plus de 20 millions de disques. Elle s'est mariée et a divorcé deux fois. Elle se retire à Großgmain. Elle meurt d'un cancer à l'âge de 79 ans.

## Discographie
- 1959: Das ist Heimweh – sous le nom de Ditta Zusa
- 1959: Wenn der Auerhahn balzt – sous le nom de Ditta Zusa
- 1959: Kuckucksjodler – sous le nom de Ditta Zusa
- 1959: Was schlägt denn da droben auf dem Tannabaum – sous le nom de Ditta Zusa
- 1956: Weißer Holunder
- 1956: Ananas
- 1957: Lorena
- 1957: Mambo-Lolita
- 1957: Auf silbernen Wogen – avec Jörg Maria Berg
- 1957: Wart’ auf mich – avec Jörg Maria Berg
- 1957: Der weiße Mond von Maratonga
- 1957: Corabella
- 1958: Südwind
- 1958: Addio Amigo
- 1958: Mexicano
- 1958: Sieben Berge - sieben Täler - en duo avec Jimmy Makulis
- 1958: Was ein Mann alles kann
- 1958: Eine blaue Zauberblume
- 1958: Melodia Ba-Bahia
- 1958: Manakoora
- 1958: Capitano
- 1959: Jonny
- 1959: Manana Caballero
- 1959: Cheerio
- 1959: Insel der Liebe
- 1959: Treu will ich dir bleiben
- 1959: Stern der Tropennacht
- 1959: So wird’s immer sein
- 1959: Bleib’ bei mir
- 1960: La Luna
- 1960: Seemann (deine Heimat ist das Meer)
- 1960: Wenn der Sommer kommt (paru seulement aux États-Unis)
- 1960: Die Sterne der Prärie
- 1960: Mein Schiff heißt „Heimweh“
- 1960: Souvenir d’amour
- 1960: Die weite Welt in weiter Ferne
- 1960: Mei Vata is a Appenzeller
- 1960: Wie lustig ist’s im Winter
- 1961: Über alle sieben Meere
- 1961: Rosen werden blüh’n
- 1961: Lucki-Lucki-Polka
- 1961: Ein Strauß Vergißmeinnicht
- 1961: Sehnsucht nach Samoa
- 1961: Wenn wir uns einmal wiedersehen
- 1962: Der jodelnde Postillon
- 1962: Und ein Lied klingt durch das Tal
- 1962: Für ein paar Tage
- 1962: Gondoli Gondola
- 1962: Addio, My Darling, Bye Bye
- 1962: Traummusik
- 1962: Träume von der Heimat
- 1962: Silberne Möwe
- 1963: Einsam steh’ ich am Strom
- 1963: Sag mir, wo die Blumen sind
- 1963: Sag’ nur drei Worte
- 1963: Die Liebe kommt und geht
- 1963: Da kam Johnny
- 1963: Mary, Oh Mary
- 1964: Matrosenliebe
- 1964: Das Leben ist schön
- 1964: Wenn ein Cowboy mich küssen will
- 1964: Sehnsucht nach dir und der Liebe
- 1964: Balalaika
- 1965: Komm’ wieder
- 1965: Wenn unser Vater glücklich ist
- 1965: Mir ist heut’ so nach Salz und Meer
- 1965: Männer, Masten und Matrosen (Mohavana)
- 1965: Ein goldenes Herz
- 1965: Nicht weinen, Marino
- 1966: Ich will leben
- 1966: Tag und Nacht
- 1966: Meine Welt
- 1966: Frei sein
- 1967: Schmiede dein Glück
- 1967: Irgendwo bei den Sternen
- 1967: Paradies der schönen Träume
- 1967: Wunderbar kann die Liebe sein
- 1968: Verschiedene Wege
- 1968: Lass mich glauben
- 1969: Regen und Sonnenschein
- 1969: Lebenslied
- 1975: Blaue Nacht am Hafen
- 1980: Du bist nie allein

## Filmographie
- 1957: Weißer Holunder (de)
- 1957: Der kühne Schwimmer
- 1957: Blaue Jungs
- 1958: Mein Schatz ist aus Tirol (de)
- 1959: Melodie und Rhythmus
- 1959: Ils n'ont que vingt ans...
- 1960: Schick deine Frau nicht nach Italien (de)
- 1960: Schlagerraketen – Festival der Herzen
- 1961: Eine hübscher als die andere (de)
- 1961: Isola Bella (de)
- 1961: Im schwarzen Rößl
- 1961: Schlagerrevue 1962
- 1962: Der verkaufte Großvater (de)
- 1962: Wenn die Musik spielt am Wörthersee (de)
- 1963: Unsere tollen Nichten
- 1963: Romy und Julius

## Source de la traduction
- (de) Cet article est partiellement ou en totalité issu de l’article de Wikipédia en allemand intitulé « Lolita (Sängerin) » (voir la liste des auteurs).